# Messing-en-groefverbinding

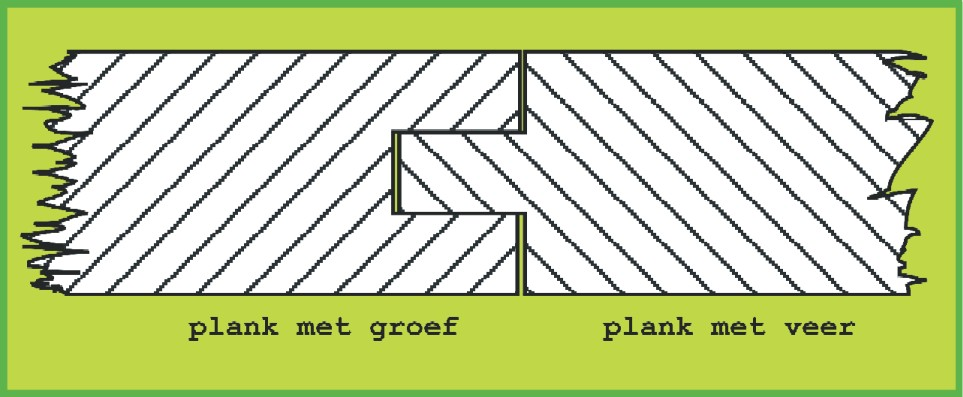
Messing-en-groefverbinding bij vloerdelen

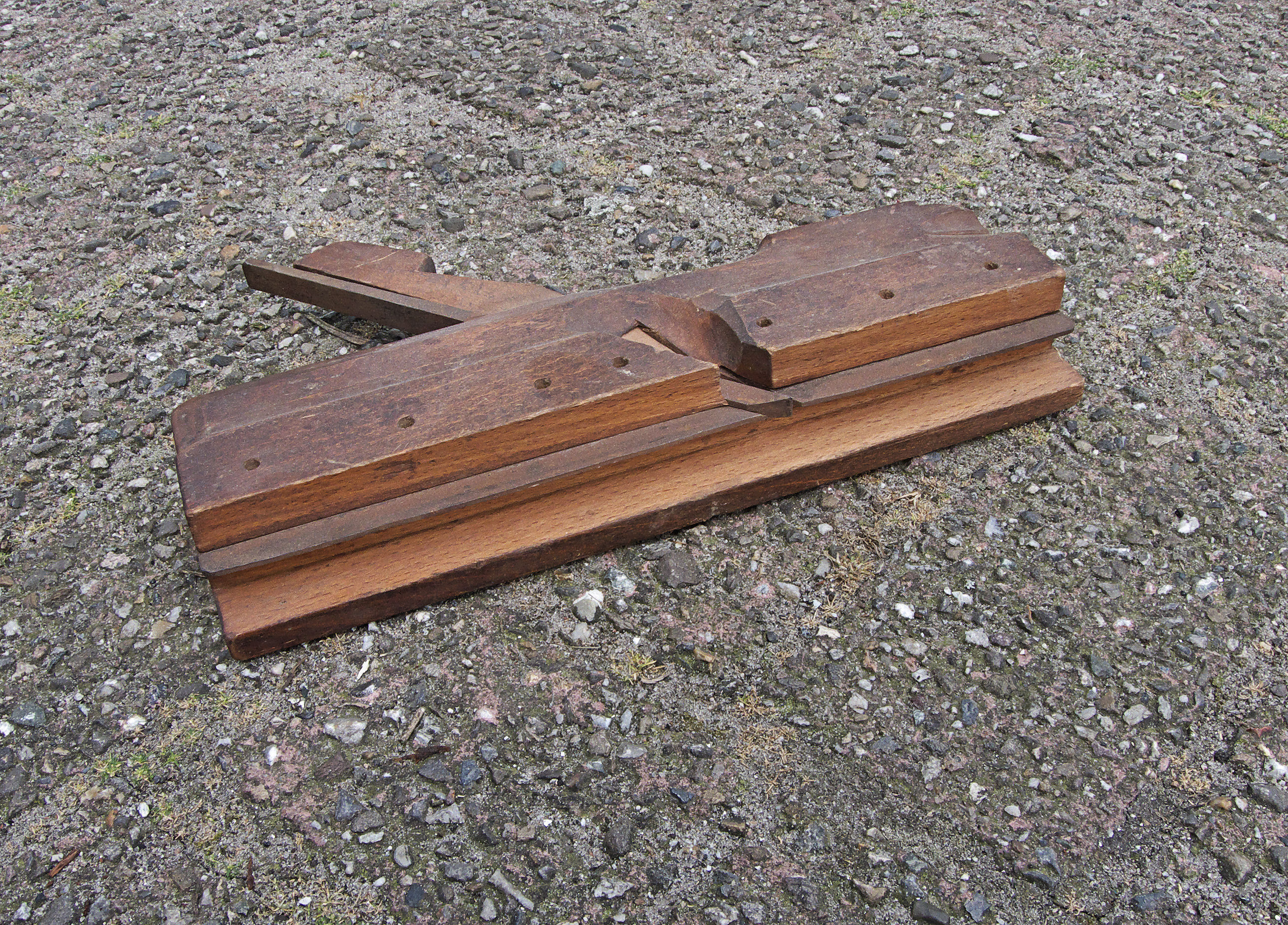
Ploegschaaf

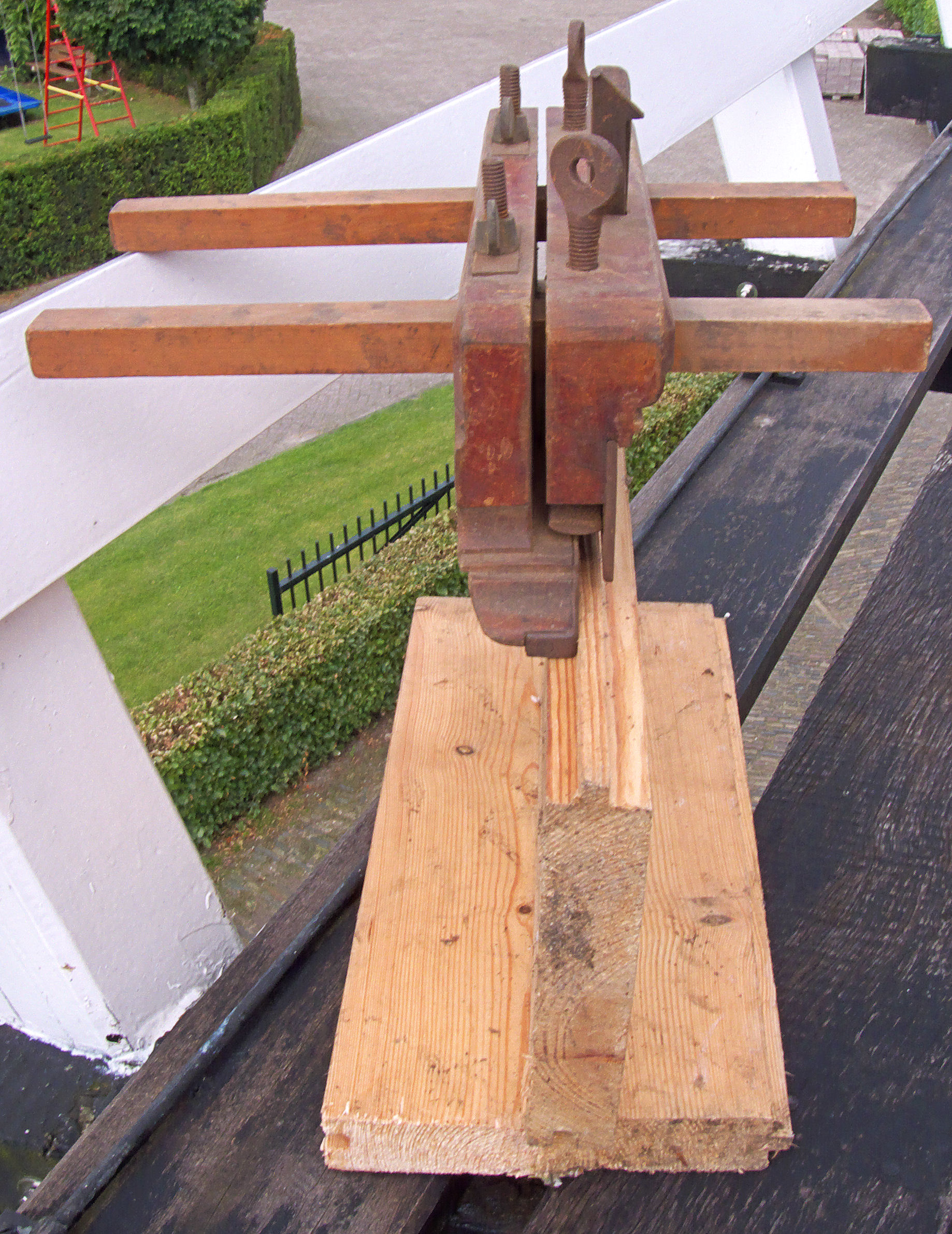
Veerploeg

Een messing-en-groefverbinding,  mes en groef of tand en groef is een houtverbinding waarbij stukken hout over de lengte met elkaar worden verbonden.
De verbinding kan behalve door een vaste veer, ook door middel van een losse veer tot stand worden gebracht. De beide te verbinden delen zijn in dat geval voorzien van een groef waarin de losse -meestal hardhouten- veer wordt geplaatst. Een dergelijke verbinding wordt vrijwel altijd gelijmd.
Dit type verbinding wordt toegepast bij houten vloer- en wanddelen. Aan de smalle kant van de plank wordt over de volle lengte hout weggefreesd, zodat er in het midden een uitstekende rand of messing overblijft. Aan de andere kant van de plank, eveneens over de volle lengte, wordt in het midden een groef gefreesd. De verbinding bestaat hierin dat de "messing" (ook wel "veer" genoemd) precies in de groef van de volgende plank past. Vroeger werd de groef er met een ploegschaaf met de hand ingeschaafd en de veer (messing) met een veerploeg geschaafd.
Andere benamingen:
- veer-en-groefverbinding;
- rabat
- geschaafd en geploegd, afgekort tot gg, voor bijvoorbeeld vloerdelen;
- tong-en-groefverbinding, gebruikt bij underlayment.

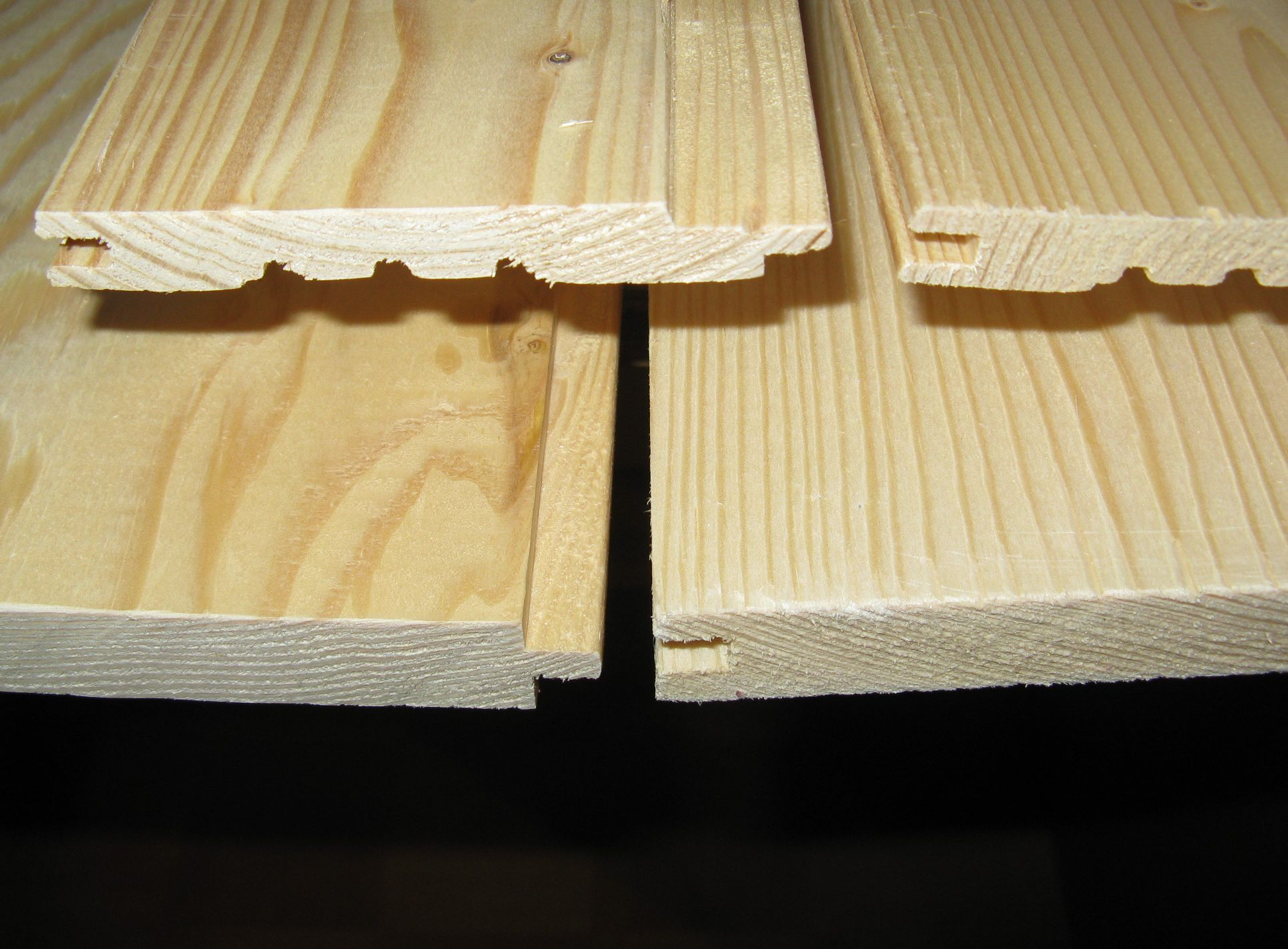
Planken met mes-en-groefverbinding; boven: rabatdelen, onder: vloerdelen

- mes-en-groefverbinding